# Росянка промежуточная

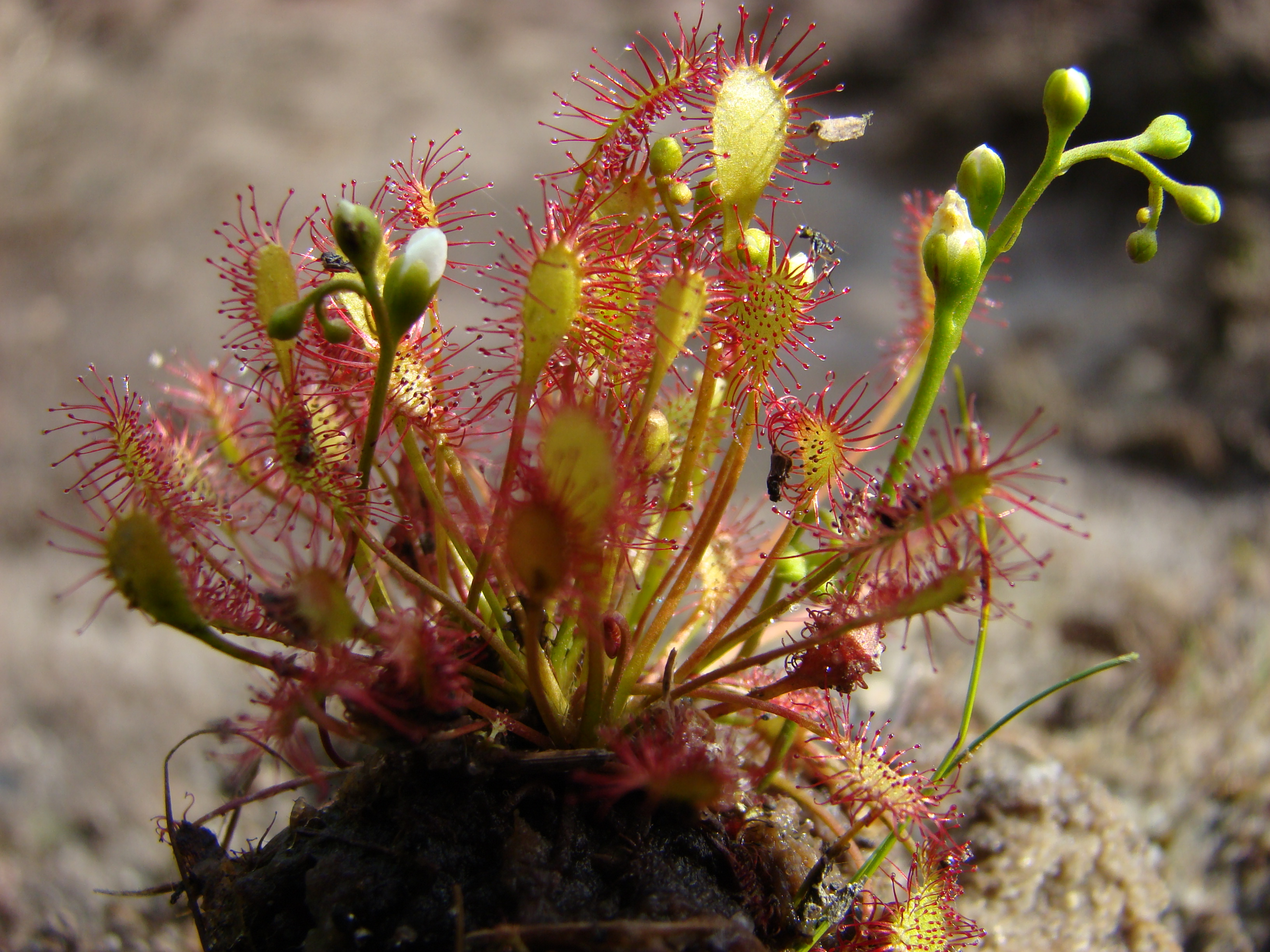
Росянка промежуточная. На фото видны цветочные побеги с бутонами

Рося́нка промежу́точная (лат. Drósera intermédia) — насекомоядное растение, вид рода Росянка (Drosera) семейства Росянковые (Droseraceae), растущее на торфяных болотах в Европе, Северной Америке (Восточная Канада, США) и Южной Америке (Куба, Доминиканская Республика, Гайана, Суринам, Венесуэла, Бразилия). В России встречается в европейской части.

## Ботаническое описание
Многолетнее травянистое растение высотой 5—8 см.
Листья собраны в прикорневую розетку, приподнимающиеся, обычно дугообразно изогнутые, обратно-ланцетной формы. Поверхность листьев покрыта многочисленными красными железистыми волосками, на концах которых выступают капельки вязкой жидкости, служащие для ловли насекомых.
Цветёт в июле — августе, цветки мелкие, белые.
Плоды — одногнёздные коробочки с продольными бороздками.

## Таксономия
Drosera intermedia Hayne, 1798, Bot. Bilderb. 3: t. 3, f. B
Вид Росянка промежуточная относится к роду Росянка (Drosera) семейства Росянковые (Droseraceae) порядка Гвоздичноцветные (Caryophyllales). Кладограмма в соответствии с Системой APG IV по состоянию на декабрь 2023 года:
|  |                          |  |                                   |                                   |            |  | еще 40 семейств | еще 40 семейств |                       |  |  |  | еще 186 подтвержденных видов и 18 видов, ожидающих подтверждения |
|  |                          |  |                                   |                                   |            |  | еще 40 семейств | еще 40 семейств |                       |  |  |  | еще 186 подтвержденных видов и 18 видов, ожидающих подтверждения |
|  |                          |  |                                   | порядок Гвоздичноцветные          |            |  |                 |                 | Росянка               |  |  |  |                                                                  |
|  |                          |  |                                   | порядок Гвоздичноцветные          |            |  |                 |                 | Росянка               |  |  |  |                                                                  |
|  | клада Цветковые растения |  |                                   |                                   | Росянковые |  |                 |                 | Росянка промежуточная |  |  |  |                                                                  |
|  | клада Цветковые растения |  |                                   |                                   | Росянковые |  |                 |                 |                       |  |  |  |                                                                  |
|  |                          |  | ещё 63 порядка цветковых растений | ещё 63 порядка цветковых растений |            |  |                 | еще 2 рода      | еще 2 рода            |  |  |  |                                                                  |
|  |                          |  |                                   | ещё 63 порядка цветковых растений |            |  |                 |                 | еще 2 рода            |  |  |  |                                                                  |

### Синонимы
- Drosera americana Willd.
- Drosera foliosa Elliott
- Drosera intermedia f. corymbosa (DC.) Fernald
- Drosera intermedia f. elatior Planch.
- Drosera intermedia f. intermedia
- Drosera intermedia f. natans Heuser
- Drosera intermedia f. subcaulescens Melville
- Drosera intermedia var. americana (Willd.) DC.
- Drosera intermedia var. corymbosa DC.
- Drosera intermedia var. elatior Planch.
- Drosera intermedia var. erecta Baguet
- Drosera intermedia var. gracilis Planch.
- Drosera intermedia var. tenuis Eichler
- Drosera macedonica Košanin
- Drosera media E.H.L.Krause
- Rorella intermedia (Hayne) Nieuwl.